# Dziatława (przystanek kolejowy)
Dziatława (biał. Дзятлава, ros. Дятлово) – przystanek kolejowy w pobliżu miejscowości Dziatława, w rejonie orszańskim, w obwodzie witebskim, na Białorusi. Leży na linii Moskwa - Mińsk - Brześć.